# Navalagamella
Navalagamella település Spanyolországban, Madrid tartományban. Navalagamella Valdemorillo, Quijorna, Villanueva de Perales, Villamantilla, Colmenar del Arroyo, Fresnedillas de la Oliva, Robledo de Chavela és El Escorial községekkel határos. Lakosainak száma 3111 fő (2024).

## Népesség
A település népessége az utóbbi években az alábbiak szerint változott:
| Lakosok száma | 1200 | 1600 | 2000 | 2306 | 2392 | 2465 | 2443 | 2610 | 2809 | 3111 |
|               | 2001 | 2004 | 2007 | 2009 | 2012 | 2014 | 2017 | 2019 | 2022 | 2024 |